# FC Istiklol
Der Football Club Istiklol (tadschikisch Дастаи Футболи Истиқлол Dastayi Futboli Istiqlol) ist ein tadschikischer Fußballklub mit Sitz in der Hauptstadt des Landes Duschanbe. Mit neun Meistertiteln in der höchsten Liga des Landes, der Wysschaja Liga, ist der Klub seit 2014 Rekordmeister dieser Spielklasse. Mit acht Titeln ist der Klub auch Rekordsieger im Tajik Cup sowie mit neun Titeln Rekordsieger des Tajik Supercup.

## Geschichte

### Gründung bis erster internationaler Auftritt
Im Jahr 2007 wurde der Verein gegründet. In der Saison 2008 wurde der Klub innerhalb der regionalen Gruppe der nationalen zweiten Liga mit 81 Punkten und 16 Punkten Vorsprung vor dem Zweitplatzierten sowie einem Torverhältnis von +147 Meister. In den abschließenden Play-offs um den Aufstieg in die erste Liga konnte sich die Mannschaft ebenfalls durchsetzen. In der Erstliga-Saison 2009 wurde das Team mit 36 Punkten Vierter. Im Finale des nationalen Pokals gelang in dieser Spielzeit durch ein 3:1-Sieg über SSKA Pomir der erste Pokalgewinn der Mannschaft. Die erste Meisterschaft in der ersten Liga konnte in der Saison 2010 mit 84 Punkten erlangt werden. Ebenfalls gelang in der Spielzeit der Gewinn des Pokals sowie zuvor der des Supercups. Für die nächste Saison qualifizierte sich die Mannschaft somit erstmals für einen internationalen Wettbewerb den AFC President’s Cup. Die Ausgabe 2011 startete der Klub in der Gruppe B und konnte sich mit sieben Punkten als Gruppenerster in die Finalrunde spielen. Dort in der Gruppe 1 verlor das Team mit 0:2 gegen den Taiwan Power Company FC aus Taiwan sowie ein 1:1 gegen den Balkan FK, womit ein Punkt erzielt wurde und man aus dem Wettbewerb ausschied. In der gleichen Saison gewann der Klub erneut die Meisterschaft wie auch später den Supercup.

### Internationaler Titelgewinn
In der Liga gelang mit 53 Punkten am Ende der Saison 2012 der dritte Platz. Der Supercup konnte in diesem Jahr gewonnen werden. Im Pokalfinale scheitere man an Regar TadAZ im Elfmeterschießen mit 5:6. Die Mannschaft war ebenfalls für den President’s Cup 2012 qualifiziert und konnte sich in der Gruppe C mit sechs Punkten durchsetzen. Auch in der Finalrunde gelang in der Gruppe 1 in beiden Partien ein Sieg. Damit traf der Klub im Finale im Heimatstadion auf Markaz Shabab Al-Amari aus Palästina, gegen welchen man sich mit 2:1 durchsetzen und damit erstmals und bis heute als einziger Verein aus Tadschikistan einen internationalen Erfolg erzielen konnte. Die Saison 2013 beendete man dann zumindest mit 43 Punkten auf dem zweiten Platz in der Liga, den Pokal konnte die Mannschaft gewinnen und infolgedessen auch den Supercup.

### Serienmeister bis heute
In der Saison 2014 gelang mit 50 Punkten die Meisterschaft, der Gewinn des Pokals und des Supercups. Zudem gewann der Klub den noch vor Saisonbeginn der Liga ausgetragenen TTF Cup. Die gleichen Titel konnten auch nochmal in der Spielzeit 2015 gewonnen werden. Durch die Titel der Vorsaison nahm der Klub erstmals 2015 am AFC Cup teil und setzte sich in die Gruppe C gelost mit 11 Punkten als Gruppensieger durch. Im Achtelfinale traf das Team auf al-Wahda aus Syrien, gegen welchen man sich im Elfmeterschießen mit 4:2 durchsetzte. Im Viertelfinale siegte man mit 5:3 über den malaysischen Pahang FA. Im Halbfinal-Hinspiel unterlag man mit 0:4 gegen den al Kuwait SC. Da der kuwaitische Verband am 16. Oktober 2015 suspendiert wurde, zog man trotz dieser Niederlage ins Finale ein. Unter gleichen Bedingungen kam auch der Johor Darul Ta’zim FC zum Einzug ins Finale. Gegen diesen unterlag die Mannschaft mit 0:1 und verpasste somit den nächsten internationalen Titel.
Zum dritten Mal in Folge gelang in der Saison 2016 das Triple aus Meisterschaft, Pokal und Supercup. Lediglich der TFF Cup konnte nicht gewonnen werden. In der Vorrunde des AFC Cups 2016 gelang nur ein Punkt gegen den jordanischen Klub al-Faisaly und man schied als letzter der Gruppe in der Vorrunde aus. Die Saison 2017 konnte als Meister sowie als Gewinner des TFF Cups abgeschlossen werden. Im AFC Cup 2017 konnte sich die Mannschaft mit 16 Punkten in Gruppe D als Erster durchsetzen. Dort ging es im Interregional-Halbfinale gegen den Ceres FC von den Philippinen, den man mit 5:1 schlug. Im Finale unterlag die Mannschaft erneut mit 0:1, diesmal gegen al-Quwa al-Dschawiya aus dem Irak. In der Saison 2018 gewann man alle nationalen Titel. International im AFC Cup 2018 konnte die Mannschaft mit 13 Punkten die Vorrunde nicht überstehen.
Bis auf den TFF Cup konnte die Mannschaft auch in der Saison 2019 alle Titel gewinnen. Durch eine bessere Bewertung der Liga durfte der Klub als Meister an der Qualifikation für die Champions League 2019 teilnehmen. Dort unterlag man mit 2:4 beim usbekischen FK Olmaliq und es ging in der Gruppenphase des AFC Cups 2019 weiter. Hier verpasste man mit acht Punkten über den zweiten Platz der Gruppe D die nächste Runde. Der Supercup sowie die Liga konnte in der Saison 2020 erneut gewonnen werden. Im Pokal war im Viertelfinale Schluss. In der Zweiten Qualifikationsrunde zur Champions League 2020 setzte sich die Mannschaft mit 1:0 gegen das usbekische Lokomotiv Taschkent durch. In den Play-offs war nach einer 0:1-Niederlage gegen al-Ahli aus Saudi-Arabien Schluss. Im AFC Cup 2020 konnte die Mannschaft nur eine Partie bestreiten und gewinnen. Danach wurde der Wettbewerb bedingt durch die COVID-19-Pandemie pausiert und am 10. September 2020 komplett abgebrochen.

## Erfolge
- Tadschikischer Meister: 2010, 2011, 2014, 2015, 2016, 2017, 2018, 2019, 2020, 2021, 2022, 2023, 2024
- Tadschikischer Zweitligameister: 2008
- Tadschikischer Pokalsieger: 2009, 2010, 2013, 2014, 2015, 2016, 2018, 2019, 2022, 2023
- Tadschikischer Supercupsieger: 2010, 2011, 2012, 2014, 2015, 2016, 2018, 2019, 2020, 2021, 2022, 2024
- TTF Cup Sieger: 2014, 2015, 2017, 2018

## Stadion

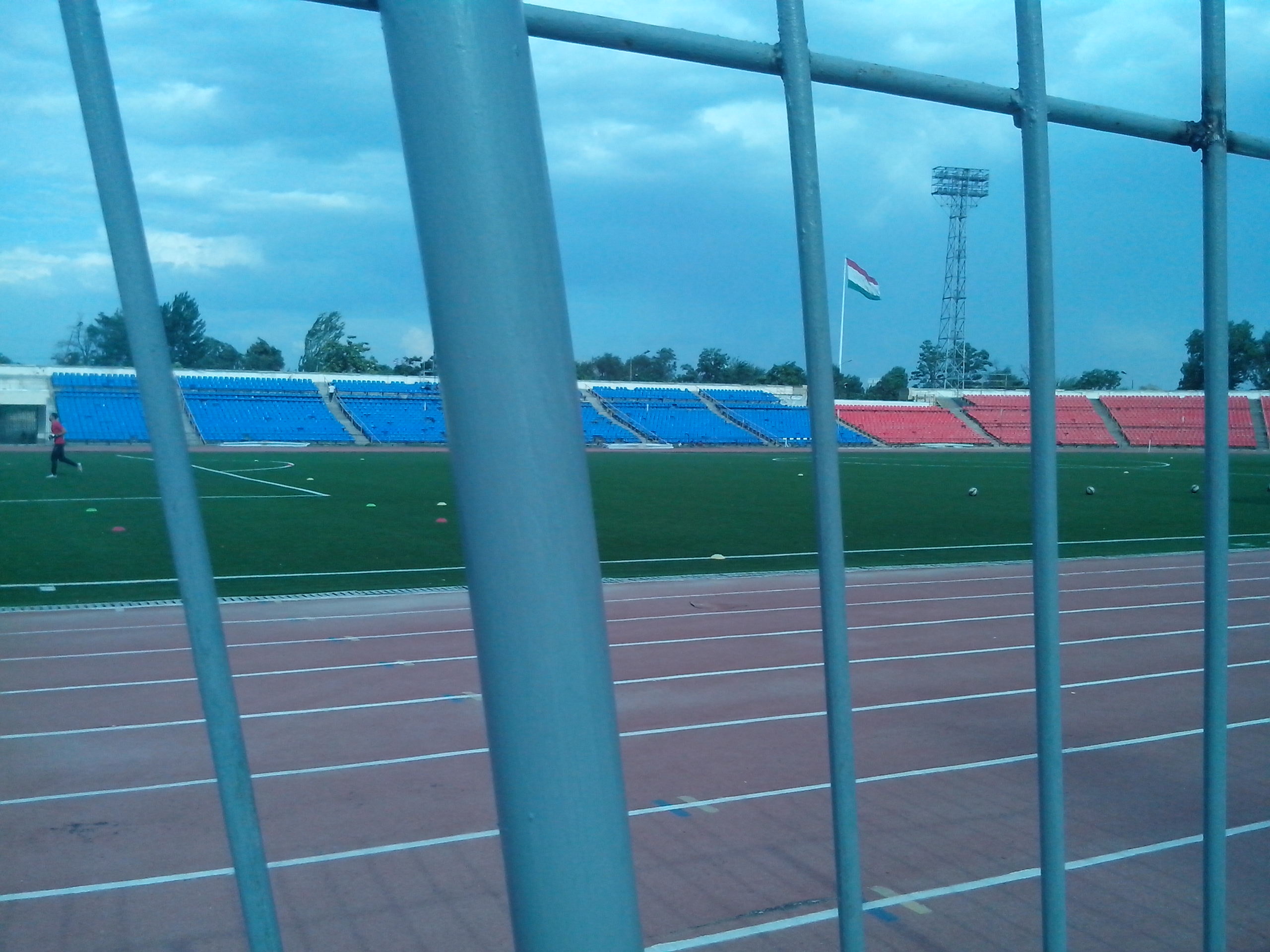
Pamir-Stadion

Der Verein trägt seine Heimspiele im Pamir-Stadion in der Hauptstadt Duschanbe aus. Das Stadion hat ein Fassungsvermögen von 24.000 Personen.

## Trainerchronik
| Trainer               | Nation                 | von                | bis                |
| --------------------- | ---------------------- | ------------------ | ------------------ |
| Nikola Kavazović      | Serbien                | 1. März 2012       | 18. Juni 2013      |
| Oleg Schirinbekow     | Tadschikistan          | 2. Juli 2013       | 31. Dezember 2013  |
| Mubin Ergaschew       | Tadschikistan          | 13. Januar 2014    | 9. Juli 2016       |
| Nikola Lazarević      | Serbien                | 13. Juli 2016      | 31. Dezember 2016  |
| Muchsin Muchammadijew | Tadschikistan          | 31. Oktober 2016   | 22. Mai 2018       |
| Alischer Tuchtajew    | Tadschikistan          | 22. Mai 2018       | 3. Dezember 2018   |
| Chakim Fusailow       | Tadschikistan          | 3. Dezember 2018   | 27. Juni 2019      |
| Mubin Ergaschew       | Tadschikistan          | 1. Januar 2019     | 17. Februar 2020   |
| Witali Lewtschenko    | Tadschikistan          | 18. Februar 2020   | 12. April 2021     |
| Witali Lewtschenko    | Tadschikistan          | 12. Mai 2021       | 27. Juni 2022      |
| Mubin Ergaschew       | Tadschikistan          | 13. April 2021     | 22. April 2021     |
| Mubin Ergaschew       | Tadschikistan          | 5. April 2022      | 28. April 2022     |
| Alisher Tukhtaev      | Tadschikistan          | 27. Juni 2022      | 31. Dezember 2022  |
| Igor Tscherewtschenko | Tadschikistan Russland | 25. Januar 2023    | 11. Februar 2024   |
| Nikola Lazarevic      | Serbien                | 16. März 2024      | 15. September 2024 |
| Alisher Tukhtaev      | Tadschikistan          | 16. September 2024 | 3. Oktober 2024    |
| Igor Tscherewtschenko | Tadschikistan Russland | 4. Oktober 2024    |                    |